# Roeselia venustula
Roeselia venustula är en fjärilsart som beskrevs av De Toulgoët 1954. Roeselia venustula ingår i släktet Roeselia och familjen trågspinnare. Inga underarter finns listade.